# William Mahone
William Mahone (Southampton megye, 1826. december 1. –‎ Washington, 1895. október 8. vagy 1895. szeptember 8.) az Amerikai Egyesült Államok szenátora (Virginia, 1881–1887).